# Landsarkivet i Östersund

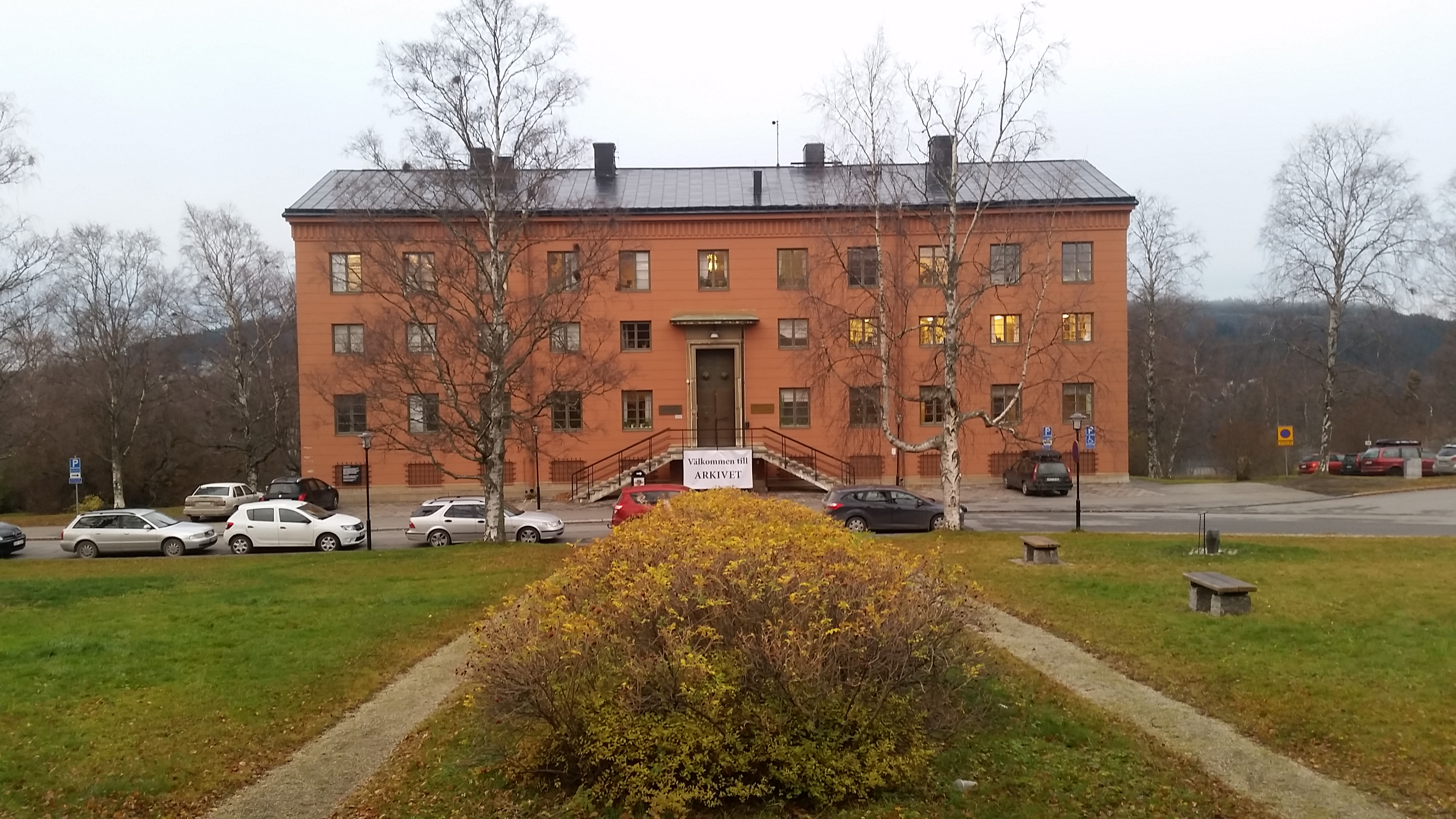
Landsarkivet i Östersund.

Landsarkivet i Östersund (till 1958 Länsarkivet i Östersund) är ett landsarkiv i Östersund som är en del av Riksarkivet, och bevarar och tillgängliggör arkivmaterial från statliga myndigheter och privata aktörer i Jämtland och Härjedalen. Arkivet började sin verksamhet år 1928.
Arkivmaterialet kommer från statliga myndigheter som domstolar, arbetsförmedling och Svenska kyrkan men även från företag, gårdar och privatpersoner. På arkivet finns följande organisationer representerade: Föreningsarkivet i Jämtlands län, Jamtli, Jämtlands läns fornskriftsällskap, Jämtlands lokalhistoriker och släktforskare (JLS) och Nordiskt centrum för kulturarvspedagogik (NCK).
Landsarkivarie är sedan den 1 april 2014 Maria Press.